# Попкова Віра Іванівна
Віра Іванівна Попкова (дошлюбне прізвище — Кабренюк) (2 квітня 1943 , Челябінськ  — 29 вересня 2011 , Львів ) — радянська легкоатлетка, що спеціалізується на спринті, бронзова призерка Олімпійських ігор 1968 року, призерка чемпіонатів Європи.

## Біографія
Віра Попкова народилася 2 квітня 1943 року в Челябінську, де і почала займатися легкою атлетикою. Будучи студенткою Південно-Уральського державного університету, у 1963 році виступила на Літній Універсіаді в Бразилії, де виграла срібну медаль з бігу на 100 метрів.
У 1965 році зуміла пробитися в національну збірну СРСР, а також отримала звання Майстра спорту СРСР міжнародного класу. У 1966 році вперше виступила на чемпіонаті Європи, де виграла бронзову медаль на дистанції 200 метрів, а також в естафеті 4×100 метрів. Окрім цього, стала п'ятою на дистанції 100 метрів. У 1967 році стала чемпіонкою в естафеті 4×100 метрів на європейських легкоатлетичних іграх в приміщенні.
Найбільше спортивне досягнення здобула у 1968 році на Олімпійських іграх в Мехіко, де разом з Людмилою Масляковою, Галиною Бухаріною та Людмилою Самотьосовою стала бронзовою призеркою в естафеті 4×100 метрів. Також виступила на дистанції 200 метрів, де стала п'ятою у півфіналі.
У подальші роки кар'єри перекваліфікувалася на дистанцію 400 метрів.
У 1971 році на чемпіонаті Європи в приміщенні виграла золото на дистанції 400 метрів, а також в естафеті 4×400 метрів. На чемпіонаті Європи стала бронзовою призеркою в естафеті 4×400 метрів. В кінці року вона отримала спортивне звання Заслуженого майстра спорту СРСР.
Завершивши кар'єру в 1973 році, переїхала у Львів, де почала працювати інженером.

## Основні міжнародні виступи
| Рік  | Змагання                                     | Місто                | Місце | Дисципліна            | Примітки |
| ---- | -------------------------------------------- | -------------------- | ----- | --------------------- | -------- |
| 1966 | Чемпіонат Європи                             | Будапешт, Угорщина   | 5     | біг на 100 метрів     | 11.9     |
| 1966 | Чемпіонат Європи                             | Будапешт, Угорщина   | 3     | біг на 200 метрів     | 23.7     |
| 1966 | Чемпіонат Європи                             | Будапешт, Угорщина   | 3     | естафета 4×100 метрів | 44.6     |
| 1967 | Європейські легкоатлетичні ігри в приміщенні | Прага, Чехія         | 6     | біг на 50 метрів      | 6.6      |
| 1967 | Європейські легкоатлетичні ігри в приміщенні | Прага, Чехія         | 1     | естафета 4×400 метрів | 3:35.6   |
| 1968 | Олімпійські ігри                             | Мехіко, Мексика      | 5 пф. | біг на 200 метрів     | 23.28    |
| 1968 | Олімпійські ігри                             | Мехіко, Мексика      | 3     | естафета 4×100 метрів | 43.41    |
| 1970 | Чемпіонат Європи в приміщенні                | Відень, Австрія      | 6 пф. | біг на 60 метрів      | 7.7      |
| 1970 | Чемпіонат Європи в приміщенні                | Відень, Австрія      | 1     | естафета 4×200 метрів | 1:35.7   |
| 1971 | Чемпіонат Європи в приміщенні                | Софія, Болгарія      | 1     | біг на 400 метрів     | 53.7     |
| 1971 | Чемпіонат Європи в приміщенні                | Софія, Болгарія      | 1     | естафета 4×400 метрів | 3:36.6   |
| 1971 | Чемпіонат Європи                             | Гельсінкі, Фінляндія | 3     | естафета 4×400 метрів | 3:34.11  |